# Гай Ливий Салинатор
Гай Ли́вий Салина́тор (лат. Gaius Livius Salinator; умер в 170 году до н. э.) — римский военачальник и политический деятель из плебейского рода Ливиев, консул 188 года до н. э.

## Происхождение
Гай Ливий принадлежал к плебейскому роду Ливиев, имевшему латинское происхождение и влившемуся в ряды римской аристократии после 338 года до н. э. Уже в 324 году до н. э. один из представителей этого рода, возвысившийся благодаря своим боевым заслугам, был начальником конницы. Его предполагаемый сын Марк Ливий Дентер достиг консульства в 302 году и членства в коллегии понтификов в 300 году и стал, согласно гипотезе Фридриха Мюнцера, прапрадедом Гая Ливия. Последний был сыном двукратного консула (в 219 и 207 годах до н. э.) Марка Ливия Салинатора.

## Биография
Источники называют Гая Ливия ровесником Марка Порция Катона. Исходя из этого, его рождение датируют приблизительно 234 годом до н. э. В 211 году до н. э. Салинатор стал членом коллегии понтификов, заменив умершего Мания Помпония Матона; в 204 году Гай Ливий занимал должность курульного эдила, а в 202 году — претора. В это время ещё шла Вторая Пуническая война, и Салинатор с двумя легионами действовал в Бруттии.
В 199 году до н. э. Гай Ливий получил командование флотом во Второй Македонской войне. Но его предшественник Луций Апустий Фуллон передал ему свои полномочия только осенью, а уже весной 198 года до н. э. на Балканах появился новый префект флота — Луций Квинкций Фламинин. В результате Салинатор не успел что-либо предпринять.
Следующее упоминание о Гае Ливии в источниках относится к 193 году до н. э., когда он в качестве префекта конницы участвовал в галльской кампании консула Луция Корнелия Мерулы. Именно его атака решила исход главного сражения этой войны — при Мутине; после этого Салинатор выдвинул свою кандидатуру в консулы на следующий год, но потерпел поражение. В 191 году до н. э. он во второй раз стал претором и возглавил флот в новой войне на Балканах — против Антиоха III и Этолийского союза. Гай Ливий подчинил острова Кефалления и Закинф, присоединил к своей эскадре корабли Пергама и с этими силами двинулся к побережью Малой Азии. Здесь он разбил в сражении флот Антиоха, которым командовал Поликсенид. Перезимовав в Фокее, Салинатор организовал переправу через Геллеспонт римской армии под командованием Луция Корнелия Сципиона (впоследствии — Азиатского). Вскоре он был заменён Луцием Эмилием Региллом, а в конце 190 года до н. э. вернулся в Рим.
Благодаря своим заслугам в Антиоховой войне Гай Ливий был избран консулом на 188 год до н. э.; его коллегой стал патриций Марк Валерий Мессала. Салинатор воевал в Цизальпийской Галлии, предположительно в землях бойев. О его действиях в провинции известно только, что он основал город Forum Livii (Форум Ливия), современный Форли.
Гай Ливий умер в 170 году до н. э.

## Потомки
Около 130 года до н. э. претором Римской республики был ещё один носитель когномена Салинатор (источники не называют его преномен и номен). Согласно одной из версий, это был сын Гая Ливия.